# 宮川尚久
宮川 尚久（みやかわ なおひさ、1952年3月25日 - ）は日本の実業家。古河機械金属代表取締役社長、日本鉱業協会会長。

## 来歴・人物
東京都出身。開成高等学校、立教大学経済学部卒業後、1975年古河鉱業（現・古河機械金属）入社。
古河電子社長、古河機械金属取締役上級執行役員を経て、2013年同社社長に就任。
2014年日本鉱業協会会長。2020年日本鉱業協会会長。日本産業機械工業会常任幹事なども歴任。